# Chūkyō
Cesarz Chūkyō (jap. 仲恭天皇 Chūkyō tennō; ur. 30 października 1218, zm. 18 czerwca 1234) — 85. cesarz Japonii,  według tradycyjnego porządku dziedziczenia.
Przed wstąpieniem na tron nosił imię książę Kanenari (jap. 懐成親王 Kanenari-shinnō). Był synem cesarza Juntoku.
Chūkyō panował w roku 1221.
Mauzoleum cesarza Chūkyō znajduje się w Fushimi w Kioto, nosi nazwę Kujō no misasagi.